# Kanton Sucre
Der Kanton Sucre ist ein Verwaltungsbezirk im Departamento Chuquisaca im südamerikanischen Anden-Staat Bolivien.

## Lage im Nahraum
Der Kanton Sucre ist einer von dreizehn Cantones des Landkreises (bolivianisch: Municipio) Sucre in der Provinz Oropeza und liegt im zentralen Teil des Landkreises. Es grenzt im Norden an den Kanton Huata, im Nordwesten an das Municipio Poroma, im Westen an den Kanton San Sebastian, im Süden an das Municipio Yotala, und im Osten an den Kanton San Lazaro.
Der Kanton erstreckt sich zwischen 18° 56' 30" und 19° 07' südlicher Breite und 65° 13' und 65° 20' 30" westlicher Breite, er misst von Norden nach Süden und von Westen nach Osten bis zu zehn Kilometer. Zentraler Ort des Kantons ist die Stadt Sucre mit 338.281 Einwohnern (2012) im zentralen Teil des Kantons.

## Geographie
Der Kanton Sucre liegt östlich des bolivianischen Altiplano am Westrand der Cordillera Central. Das Klima ist ein gemäßigtes Höhenklima und ein typisches Tageszeitenklima, bei dem die mittlere Temperaturschwankung im Tagesverlauf stärker ausfällt als im Jahresverlauf.
Die Jahresdurchschnittstemperatur in den Tallagen der Region liegt bei etwa 16 °C (siehe Klimadiagramm Sucre), die Monatsdurchschnittswerte schwanken zwischen 14 °C im Juni/Juli und 17 °C im Oktober/November. Der Jahresniederschlag beträgt etwa 700 mm und weist fünf aride Monate von Mai bis September mit Monatswerten unter 25 mm auf, und eine deutliche Feuchtezeit von Dezember bis Februar mit Monatsniederschlägen zwischen 125 und 150 mm.

## Bevölkerung
Die Einwohnerzahl des Kantons ist in den vergangenen beiden Jahrzehnten auf fast das Doppelte angestiegen:
| Jahr | Einwohner | Quelle       |
| ---- | --------- | ------------ |
| 1992 | 131.769   | Volkszählung |
| 2001 | 193.876   | Volkszählung |
| 2012 | 239.449   | Volkszählung |

Aufgrund der historisch gewachsenen Bevölkerungsentwicklung weist die Region einen hohen Anteil an Quechua-Bevölkerung auf, im Municipio Sucre sprechen 61,6 Prozent der Bevölkerung die Quechua-Sprache.

## Gliederung
Der Kanton Sucre besteht aus der Stadt Sucre und elf Unterkantonen (vicecantones), er umfasst die Stadt Sucre und zwanzig weitere kleinere Ortschaften.